# Juan Bueno Sales
Juan Bueno Sales (Alacant, ? - 2 de febrer de 1927) fou un empresari i polític alacantí.
En 1904 va obrir una sucursal de la Caixa d'Estalvis d'Alacant a Oriola, que en 1906 es convertiria en la Caixa d'Estalvis i Socors i Mont de Pietat Nostra Senyora de Monserrate. Va ser regidor de l'Ajuntament d'Alacant pel Partit Conservador entre 1915 i 1921. Integrat en el sector maurista del partit, va ser alcalde d'Alacant entre gener de 1921 i abril de 1922. Posteriorment va formar part del Partit Demòcrata i durant la dictadura de Primo de Rivera va dirigir el diari El Tiempo. Va morir a Alacant el 2 de febrer de 1927.